# 1985年巴西總統選舉
1985年巴西總統選舉于1985年1月15日在巴西举行，这是巴西最后一次由選舉人團參與投票的總統選舉，也是巴西軍政府时期的最后一次總統選舉。